# Príncipe de Vergara (métro de Madrid)
Príncipe de Vergara est une station des lignes 2 et 9 du métro de Madrid, en Espagne.

## Situation
Sur la ligne 2, la station est située entre Retiro au sud-ouest, en direction de Cuatro Caminos, et Goya au nord-est, en direction de Las Rosas. Sur la ligne 9, elle est située entre Núñez de Balboa au nord, en direction de Paco de Lucía, et Ibiza au sud-est, en direction de Arganda del Rey.
Elle est établie sous l'intersection entre les rues d'Alcalá et Príncipe de Vergara, dans le quartier de Goya, de l'arrondissement de Salamanca.

## Historique
La station est mise en service le 14 juin 1924, lors de l'ouverture à l'exploitation de la première section de la ligne 2 entre les stations Sol et Ventas. De 1939 à 1983, la station porte le nom de General Mola.
Le 24 février 1986, les quais de la ligne 9 sont mis en service lors de l'ouverture de la section centrale de la ligne entre Sainz de Baranda et Avenida de América.
En août 2019, la station fait l'objet de travaux de modernisation. Le 5 juillet 2021, six ascenseurs sont mis en service dans la station qui est depuis complètement accessible, notamment aux personnes à mobilité réduite.

## Service des voyageurs

### Accueil
La station possède un seul accès équipé d'escaliers, d'escaliers mécaniques et d'ascenseurs.

### Intermodalité
La station est en correspondance avec les lignes de bus n°15, 29, 52, 146 et 152 du réseau EMT.

## Site desservi
La Casa Árabe de Madrid se situe à 150 m au sud-ouest de la station.